# Света Петка (Козица)
Вижте пояснителната страница за други значения на Света Петка.
„Света Преподобна Параскева“ или „Света Петка“ (на македонска литературна норма: „Света Преподобна Параскева“ или „Света Петка“) е възрожденска църква в кичевското село Козица, Северна Македония. Църквата е част от Кичевското архиерейско наместничество на Дебърско-Кичевската епархия на Македонската православна църква – Охридска архиепископия.
Църквата е гробищен храм, разположен в западната част на селото. Изградена е в 1870 година. Иконостасът е от същата година, а иконите са дело на Николай Михайлов от Крушево.